# Andraca
Andraca é um gênero de mariposa pertencente à família dos endromídeos.